# Kanotidrott (skriftserie)
Kanotidrott är en svensk skriftserie som sedan 1906 utges av Föreningen för Kanot-Idrott. 
Från början var syftet att öka intresset för kanotidrott, en ny och i mångas ögon farlig idrott. De senare utgåvorna har innehållit en blandning av bland annat tekniska artiklar, kanothistoria och reseskildringar.

## Skrifterna
1906 års skrift innehåller en artikel av Carl Smith om några av de allra tidigaste svenska kanoterna med deras starka sidor och brister. I en separat artikel beskrivs ”Två nya kanottyper från F.K.I.”. Sveatypen hade tack vare Gustaf Nordins äventyrliga Parisfärd redan blivit känd. Den av Gerhard Högborg konstruerade Solstråletypen var ”en mycket god seglare, speciellt går den bra på kryss”. Blåkopior till båda kanoterna kunde köpas hos Nordiskt Idrottslifs redaktion.
1910 utkommer en ny skrift för att fira föreningens tioårsjubileum. Omslagets kajakmotiv är signerat Albert Engström, en tidig svenska paddlare. Skriftens avhandlar bland annat FKI:s historia, Josef Hammars  skildring av en tur med kanoten Kajaka i Frans Josefs fjord en på östra Grönland år 1889  samt en artikel om kanotbygge av Gerhard Högborg där det pläderas för att den ”unge läsaren och blifvande kanotisten” för all del ska hålla sig till ”de verkliga kanoterna, d.v.s. de lätta och paddelbara farkoster som ledigt kunna bäras av en eller två man”. 
Boken till föreningens 25-årsjubileum 1925 blir ännu omfångsrikare. Redaktörerna Erik "Boa" Boström och Gerhard Högborg erbjuder bland annat omfattande redogörelser för kanotidrotten i Sverige och sju andra länder dit den hade hunnit nå i olika grad, skildringar av en långsegling till Åland och paddling i skärgården, en utförlig artikel om långfärdskanoter och en genomgång av tältning i kanot och på land. 
Den fjärde utgåvan utges 2016 för att uppmärksamma 150-årsjubileet av den första kanotfärden på svenska vatten, John MacGregors färd från Kristiania till Stockholm 1866. Boken fångar ett tvärsnitt av kanotpaddling och -segling under 150 år med reseskildringar, exceptionella bedrifter, tävlingar och skildringar av kanotens utveckling genom åren. Bland annat skildras Gustav Nordins Parispaddling och Nils-Göran Bennich-Björkmans 19 år på världshaven.

## Omslagen

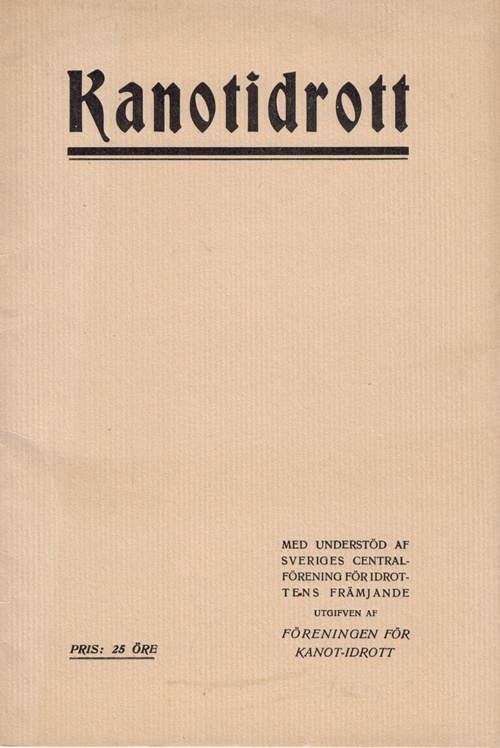
Kanotidrott 1906
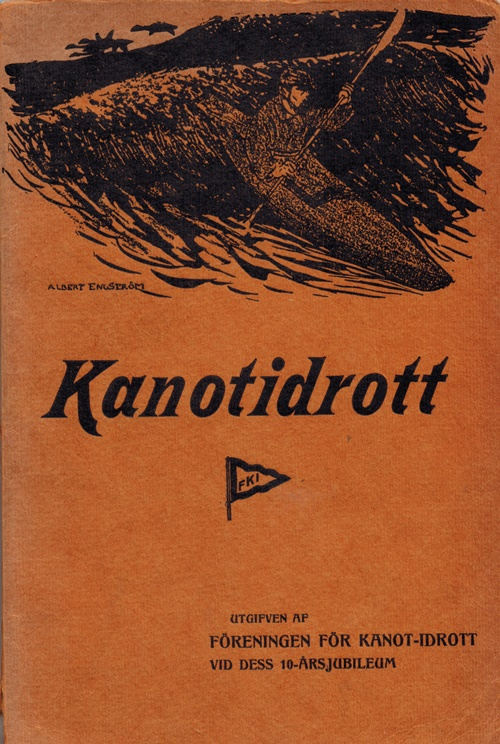
Kanotidrott 1910
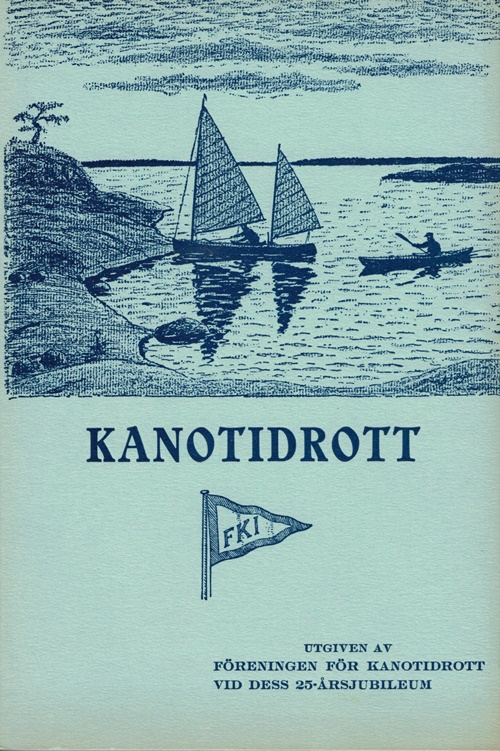
Kanotidrott 1925
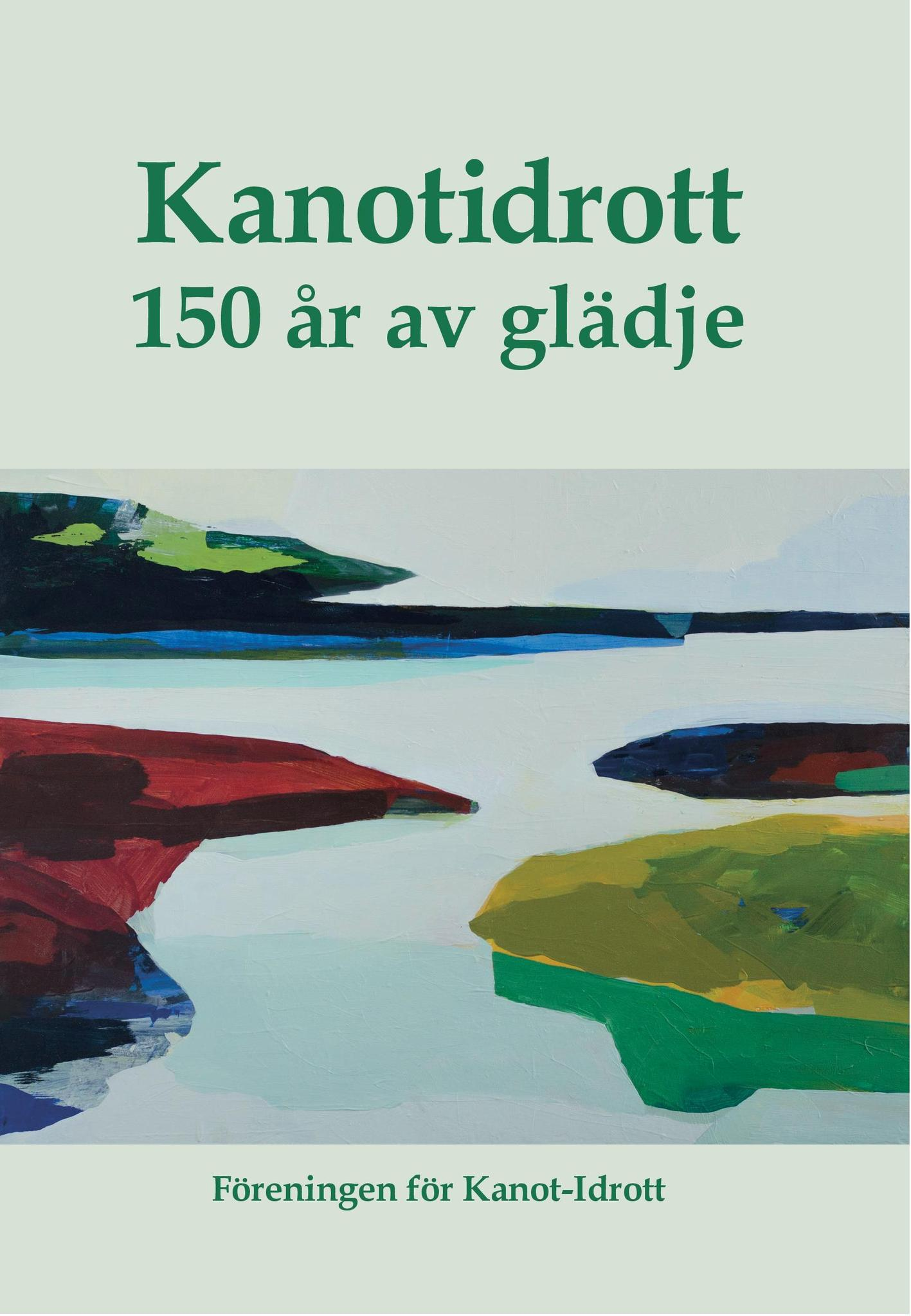
Kanotidrott 2016

- Kanotidrott. Med understöd av Sveriges Centralförening för Idrottens Främjande utgifven av Föreningen för Kanot-Idrott. Kanotidrott. "1". Stockholm: Föreningen för Kanot-Idrott. Libris 1614710

- Kanotidrott. Utgifven av Föreningen för Kanot-Idrott vid dess 10-årsjubileum. Kanotidrott. "2". Stockholm: Föreningen för Kanot-Idrott. Libris 3085454

- Boström, Erik, Högborg, Gerhard, red. Kanotidrott. Utgiven av Föreningen för Kanot-Idrott vid dess 25-årsjubileum. Kanotidrott. "3". Stockholm: Föreningen för Kanot-Idrott. Libris 1472323

- Sievers, S, red. Kanotidrott. 150 år av glädje. Kanotidrott. "4". Stockholm: Föreningen för Kanot-Idrott. Libris 19831443. ISBN 9789176991701